# Gaeltacht

Official Gaeltacht regions in Ireland

Gaeltacht je slovo v irském jazyce znamenající irsky mluvící oblast. Jedná se o oblasti, ve kterých převládá irština jako mateřský jazyk a které jsou takto uznány vládou Irské republiky.

## Demografie
| Gaeltacht v        | Počet obyvatel (3+) v daném Gaeltachtu (2006) | Počet obyvatel (3+) v daném Gaeltachtu (2011) | Počet obyvatel (3+), kteří hovoří irsky (2006) | Počet obyvatel (3+), kteří hovoří irsky (2011) | Počet obyvatel (3+) používajících irštinu denně mimo školní zařízení (2006) | Počet obyvatel (3+) používajících irštinu denně mimo školní zařízení (2011) |
| ------------------ | --------------------------------------------- | --------------------------------------------- | ---------------------------------------------- | ---------------------------------------------- | --------------------------------------------------------------------------- | --------------------------------------------------------------------------- |
| Hrabství Cork      | 3 660                                         | 3 715                                         | 2 860                                          | 2 951                                          | 867                                                                         | 982                                                                         |
| Hrabství Donegal   | 22 877                                        | 23 810                                        | 16 909                                         | 17 132                                         | 6 956                                                                       | 7 047                                                                       |
| Galway             | 13 737                                        | 14 572                                        | 6 878                                          | 7 123                                          | 571                                                                         | 636                                                                         |
| Hrabství Galway    | 29 477                                        | 32 131                                        | 22 377                                         | 23 855                                         | 9 654                                                                       | 10 085                                                                      |
| Hrabství Kerry     | 8 446                                         | 8 449                                         | 6 170                                          | 6 185                                          | 2 394                                                                       | 2 501                                                                       |
| Hrabství Mayo      | 10 523                                        | 10 559                                        | 6 853                                          | 6 867                                          | 1 281                                                                       | 1 172                                                                       |
| Hrabství Meath     | 1 603                                         | 1 699                                         | 976                                            | 1 054                                          | 336                                                                         | 314                                                                         |
| Hrabství Waterford | 1 569                                         | 1 693                                         | 1 242                                          | 1 271                                          | 456                                                                         | 438                                                                         |
| Gaeltacht          | 91 862 (2,27%)                                | 96 628 (2,21%)                                | 64 265 (70,8%)                                 | 66 238 (69,5%)                                 | 22 515 (24,5%)                                                              | 23 175 (24,0%)                                                              |
| Irsko              | 4 057 646                                     | 4 370 631                                     | 1 656 790 (41,9%)                              | 1 774 437 (41,4%)                              | 72 148 (1,8%)                                                               | 77 185 (1,8%)                                                               |

Poznámka: Procentní podíl irsky hovořících občanů je vypočítaný z podílu celkového obyvatelstva kromě těch, kteří svůj jazyk neuvedli

## Města a obce v Gaeltachtu
| Hrabství           | Anglický název           | Irský název              |
| ------------------ | ------------------------ | ------------------------ |
| Hrabství Donegal   | Annagry                  | Anagaire                 |
| Hrabství Donegal   | Arranmore                | Árainn Mhór              |
| Hrabství Donegal   | Burtonport               | Ailt an Chorráin         |
| Hrabství Donegal   | Carrigart                | Carraig Airt             |
| Hrabství Donegal   | Crolly                   | Croithlí                 |
| Hrabství Donegal   | Cruit Island             | Oileán na Cruite         |
| Hrabství Donegal   | Derrybeg                 | Doirí Beaga              |
| Hrabství Donegal   | Doochary                 | An Dúchoraidh            |
| Hrabství Donegal   | Downings/Downies         | Na Dúnaibh               |
| Hrabství Donegal   | Dungloe/Dunglow          | An Clochán Liath         |
| Hrabství Donegal   | Falcarragh               | An Fál Carrach           |
| Hrabství Donegal   | Fintown                  | Baile na Finne           |
| Hrabství Donegal   | Glencolmcille            | Gleann Cholm Cille       |
| Hrabství Donegal   | Gola                     | Gabhla                   |
| Hrabství Donegal   | Gortahork                | Gort a' Choirce          |
| Hrabství Donegal   | Gweedore                 | Gaoth Dobhair            |
| Hrabství Donegal   | Kilcar                   | Cill Charthaigh          |
| Hrabství Donegal   | Kincasslagh              | Cionn Caslach            |
| Hrabství Donegal   | Lettermacaward           | Leitir Mhic a' Bhaird    |
| Hrabství Donegal   | Loughanure               | Loch an Iúir             |
| Hrabství Donegal   | Magheraroarty            | Machaire Rabhartaigh     |
| Hrabství Donegal   | Rannafast/Rinnafarset    | Rann na Feirste          |
| Hrabství Donegal   | Tory Island              | Toraigh                  |
| Hrabství Donegal   | Teelin                   | Teileann                 |
| Hrabství Mayo      | Achill Sound             | Gob an Choire            |
| Hrabství Mayo      | Aughleam                 | Eachléim                 |
| Hrabství Mayo      | Belderrig                | Béal Deirg               |
| Hrabství Mayo      | Belmullet                | Béal an Mhuirthead       |
| Hrabství Mayo      | Bunacurry                | Bun a' Churraigh         |
| Hrabství Mayo      | Carrowteige              | Ceathrú Thaidhg          |
| Hrabství Mayo      | Cashel                   | An Caiseal               |
| Hrabství Mayo      | Dooega                   | Dumha Éige               |
| Hrabství Mayo      | Dooniver                 | Dún Ibhir                |
| Hrabství Mayo      | Glengad                  | Gleann an Ghad           |
| Hrabství Mayo      | Rossport/Rosdoagh        | Ros Dumhach              |
| Hrabství Mayo      | Salia                    | Sáile                    |
| Hrabství Mayo      | Tonragee                 | Tóin re Gaoth            |
| Hrabství Mayo      | Toormakeady/Tourmakeady  | Tuar Mhic Éadaigh        |
| Hrabství Galway    | Ballynahown              | Baile na hAbhann         |
| Hrabství Galway    | Barna                    | Bearna                   |
| Hrabství Galway    | Bealadangan              | Béal a' Daingin          |
| Hrabství Galway    | Camus                    | Camus                    |
| Hrabství Galway    | Carna                    | Carna                    |
| Hrabství Galway    | Carraroe                 | An Cheathrú Rua          |
| Hrabství Galway    | Claregalway              | Baile Chláir             |
| Hrabství Galway    | Clonbur                  | An Fhairche              |
| Hrabství Galway    | Cornamona                | Corr na Móna             |
| Hrabství Galway    | Costelloe                | Casla                    |
| Hrabství Galway    | Inisheer                 | Inis Oírr                |
| Hrabství Galway    | Inishmaan                | Inis Meáin               |
| Hrabství Galway    | Inishmore                | Inis Mór                 |
| Hrabství Galway    | Inverin                  | Indreabhán               |
| Hrabství Galway    | Kilkieran                | Cill Chiaráin            |
| Hrabství Galway    | Kilronan                 | Cill Rónáin              |
| Hrabství Galway    | Lettermore               | Leitir Móir              |
| Hrabství Galway    | Lettermullen             | Leitir Mealláin          |
| Hrabství Galway    | Moycullen                | Maigh Cuilinn            |
| Hrabství Galway    | Rossaveal                | Ros an Mhíl              |
| Hrabství Galway    | Rosmuc                   | Ros Muc                  |
| Hrabství Galway    | Spiddal                  | An Spidéal               |
| Hrabství Kerry     | Ballinskelligs           | Baile an Sceilg          |
| Hrabství Kerry     | Ballyferriter            | Baile an Fheirtéaraigh   |
| Hrabství Kerry     | Ballynagall/Ballydavid   | Baile na nGall           |
| Hrabství Kerry     | Brandon                  | Cé Bhréannain            |
| Hrabství Kerry     | Caherdaniel              | Cathair Dónall           |
| Hrabství Kerry     | Cloghane                 | An Clochán               |
| Hrabství Kerry     | Dingle                   | An Daingean              |
| Hrabství Kerry     | Dunquin                  | Dún Chaoin               |
| Hrabství Kerry     | Feohanagh                | An Fheothanach           |
| Hrabství Kerry     | Lispole                  | Lios Póil                |
| Hrabství Kerry     | Ventry                   | Ceann Trá                |
| Hrabství Cork      | Ballingeary              | Béal Átha an Ghaorthaidh |
| Hrabství Cork      | Ballymakeera             | Baile Mhic Íre           |
| Hrabství Cork      | Ballyvourney             | Baile Bhuirne            |
| Hrabství Cork      | Cape Clear Island        | Oileán Chléire           |
| Hrabství Cork      | Coolea                   | Cúil Aodha               |
| Hrabství Cork      | Kilnamartyra/Kilnamartra | Cill na Martra           |
| Hrabství Waterford | Ring                     | An Rinn                  |
| Hrabství Meath     | Gibbstown                | Baile Ghib               |
| Hrabství Meath     | Rathcarne                | Ráth Cairn               |